# Partido Social Cristiano (Equador)
El Partido Social Cristiano («Partit Socialcristià», PSC) és un partit polític equatorià de tendència conservadora i que es va inspirar originalment en la doctrina social de l'església catòlica. En els darrers anys ha passat d'una línia més populista i autoritària, representada per León Febres Cordero i els antics dirigents, a una línia més neoliberal però amb certes preocupacions socials i ideològiques, representada pels nous polítics com l'alcalde de Guayaquil Jaime Nebot o la dues vegades candidata a les eleccions presidencials de l'Equador Cynthia Viteri.
El partit va ser fundat per Camilo Ponce Enríquez i Sixto Durán Ballén el 1951 com a Movimiento Social Cristiano; els anys 1970 i 1980 va rebre un fort impuls amb persones com León Febres Cordero, que fou president de la República de 1984 a 1988 i alcalde de Guayaquil de 1992 a 2000. El seu govern es va caracteritzar per greus violacions als drets humans, especialment desaparicions forçades, i durant el seu govern es van crear «esquadrons de la mort» dedicats a càstigs i execucions sumàries. El PSC té gran influència en la política equatoriana, amb forta implantació a la regió de la costa, especialment a la província del Guayas i la seva capital Guayaquil, on comptar amb un suport fidel de la comunitat empresarial.
Després de 19 anys com a alcalde de Guayaquil, per impediment legal, va haver de buscar successor decantant-se per Cynthia Viteri, que és alcaldessa fins al 2023, quan és derrotada per Movimiento Revolución Ciudadana posant fi a una successió de 50 anys d'alcaldes socialcristians. A les eleccions presidencials del 2021 el partit desisteix de presentar candidat i recolza Guillermo Lasso del Movimiento CREO, però després del triomf a segona volta, la falta d'acord per al control de l'Assemblea Nacional va trencar l'aliança entre CREO i el PSC i va acabar allunyant dues figures molt properes a Jaime Nebot: Pascual del Cioppo i Henry Cucalón.

## Resultats electorals

### Assemblea Nacional
| Any  | Líder               | Vots      | %     | Escons   | +/– |
| ---- | ------------------- | --------- | ----- | -------- | --- |
| 1979 | Sixto Durán-Ballén  | 123,411   | 8.58  | 3 / 69   | Nou |
| 1984 | Sixto Durán-Ballén  | 361,755   | 17.85 | 9 / 70   | 6   |
| 1988 | León Febres Cordero | 310,950   | 11.25 | 8 / 72   | 1   |
| 1992 | León Febres Cordero | 753,452   | 23.39 | 21 / 77  | 13  |
| 1996 | León Febres Cordero | 1,069,977 | 30.40 | 27 / 82  | 6   |
| 1998 | León Febres Cordero | 839,567   | 23.80 | 28 / 121 | 1   |
| 2002 | León Febres Cordero | 823,442   | 21.49 | 24 / 100 | 4   |
| 2006 | León Febres Cordero | 477,804   | 15.29 | 13 / 100 | 11  |
| 2009 | Jaime Nebot         | 8,559,831 | 13.28 | 11 / 124 | 2   |
| 2013 | Jaime Nebot         | 7,901,315 | 8.99  | 6 / 137  | 5   |
| 2017 | Jaime Nebot         | 1,295,768 | 15.90 | 15 / 137 | 9   |
| 2021 | Jaime Nebot         | 780,541   | 9.73  | 18 / 137 | 3   |
| 2023 | Jaime Nebot         | 996,206   | 11.90 | 14 / 137 | 4   |

### Assemblea Constituent
| Any  | Líder               | Vots    | %    | Escons  | +/– |
| ---- | ------------------- | ------- | ---- | ------- | --- |
| 2007 | León Febres Cordero | 156,840 | 3.88 | 5 / 130 | Nou |